# Hesykasm

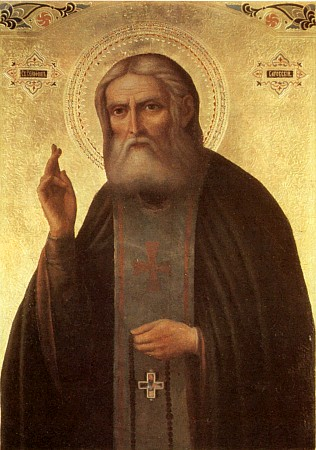
Den ryske hesykasten Serafim av Sarov.

Hesykasm (hesykaster, av grekiska ἡσυχία/hesychia, "lugn", "stillhet") var en mystisk rörelse som uppstod under 1300-talet bland munkarna på berget Athos i Grekland. Den uppkom i samband med de politiska motsättningarna inom bysantinska riket och framkallade den sista stora religiösa striden inom den grekiska världen under medeltiden. 
Hesykasterna betonade framför allt den inre bönen och kontemplationen. De satt orörliga, drog sina tankar helt och hållet ifrån den yttre världen, tittade på sina egna navlar och använde andra liknade fysiska knep som hjälpmedel för att kunna höja sig till åskådning av det oskapade gudomliga ljuset, det ljus, varav lärjungarna såg Kristus omstrålad på berget Tabor, det så kallade "Taborljuset". Särskilt genom det oupphörliga bedjandet av Jesu namn, Jesusbönen, kunde man bli genomströmmad av Guds oskapade ljus. Denna kvietistiska lära, som var en grekisk nyplatonsk form av mystikens segertåg genom Europa, frambars och försvarades skickligt främst av Gregorios Palamas, sedan ärkebiskop av Thessaloniki, vars teologi om de gudomliga energierna stämmer nära överens med den hesykastiska upplevelsen. 
Munken Barlaam från Kalabrien ansåg denna lära som kättersk, då det att anta någonting annat oskapat än Gud vore att anta två gudar, enligt romersk-katolsk lära. Läran om det oskapade ljuset godkändes dock på en synod i Konstantinopel 1341 och på ett allmänt möte där 1351. Den framgång hesykasternas åsikt vid nämnda möten hade berodde dels av Athos-munkarnas stora auktoritet i den grekiska kyrkan och stödet av Areopagen, dels av tronstrider och att Barlaam gjordes misstänkt som påverkad av latinskt inflytande. I verkligheten hävdade också grekiska kyrkan, då hon tog parti för hesykasterna, sin egenart gentemot den romerska, liksom genom hesykaststriden den grekiska kyrkan principiellt och för alltid avvisade den västerländska skolastiken. Därför upprätthålls i den grekiska teologin fortfarande läran om skådandet av det oskapade gudomliga ljuset, och rörelsen lever i olika former kvar inom de ortodoxa kyrkorna.